# جايسون أندرسون (لاعب كرة قاعدة)
جايسون أندرسون (بالإنجليزية: Jason Anderson)‏ هو لاعب كرة قاعدة أمريكي، ولد في 9 يونيو 1979 في دانفيل في الولايات المتحدة.

## وصلات خارجية
- جايسون أندرسون على موقع دوري كرة القاعدة الرئيسي (الإنجليزية)
- جايسون أندرسون على موقعبيزبول رفرنس.كوم (الدوري الرئيسي) (الإنجليزية)
- جايسون أندرسون على موقعبيزبول رفرنس.كوم (الدوري الثانوي) (الإنجليزية)
- جايسون أندرسون على موقع مشجعي الرسوم البيانية (الإنجليزية)